# 郑三生
郑三生（1916年—1990年），中国人民解放军将领、中国人民解放军开国少将。
曾任中国人民解放军65军副军长。1955年，授予中国人民解放军少将。